# Заводянка (Луганская область)
Заводянка (укр. Заводянка) — село, относится к Белокуракинскому району Луганской области Украины.
Население по переписи 2001 года составляло 154 человека. Почтовый индекс — 92223. Телефонный код — 6462. Занимает площадь 1,418 км². Код КОАТУУ — 4420987202.

## Местный совет
92222, Луганська обл., Білокуракинський р-н, с. Павлівка  (укр.)